# Lycosa inviolata
Lycosa inviolata là một loài nhện trong họ Lycosidae.
Loài này thuộc chi Lycosa. Lycosa inviolata được Carl Friedrich Roewer miêu tả năm 1960.